# 2006 RJ103
2006 RJ103 ali 2006 RJ 103 je Neptunov trojanec v Lagrangeevi točki L4 (to pomeni, da je za okoli 60° pred Neptunom)

## Odkritje
Asteroid je bil odkrit v letu 2006 v okviru programa Sloan Digital Sky Survey (SDSS).